# Calcio ai Giochi della XXX Olimpiade - Torneo femminile
Il torneo femminile di calcio ai Giochi della XXX Olimpiade si è svolto dal 25 luglio al 9 agosto 2012 ed è stato ospitato da sei diversi stadi.
La medaglia d'oro è stata vinta per la quarta volta, la terza consecutiva, dagli Stati Uniti, che hanno superato in finale per 2-1 il Giappone, al quale è andata la medaglia d'argento. La medaglia di bronzo è stata vinta dal Canada, che nella finale per il terzo posto ha sconfitto la Francia per 1-0.
Tutte le favorite alla vittoria finale, tra le quali le campionesse in carica degli Stati Uniti e le giapponesi vincitrici del campionato mondiale 2011, superarono la fase a gironi. Nei quarti di finale vennero eliminati il Brasile, medaglia d'argento nelle ultime due edizioni, e la Gran Bretagna, rappresentativa del Paese ospitante. La semifinale tra il Canada e gli Stati Uniti fu una gara molto combattuta: le canadesi passarono in vantaggio per tre volte, con Christine Sinclair autrice di una tripletta, ma vennero sempre raggiunte dalle statunitensi e la terza rete venne realizzata da Abby Wambach, alla sua 158ª rete internazionale, eguagliando il precedente record della connazionale Mia Hamm. La partita si risolse con una rete di Alex Morgan nei minuti di recupero del secondo tempo supplementare, mandando così gli Stati Uniti in finale per la quinta volta consecutiva. Nell'altra semifinale il Giappone superò la Francia per 2-1. La finale, riedizione della finale del campionato mondiale 2011, vide le statunitensi superare le giapponesi per 2-1 grazie a una doppietta di Carli Lloyd.

## Formato
Le dodici squadre partecipanti sono state divise in tre gironi da quattro squadre, con ciascuna squadra che ha affrontato tutte le altre una volta sola. Le prime due classificate e le due migliori terze accedevano ai quarti di finale.

## Squadre partecipanti
| Torneo di qualificazione                       | Data                       | Luogo       | Posti | Qualificate    |
| ---------------------------------------------- | -------------------------- | ----------- | ----- | -------------- |
| Paese organizzatore                            |                            |             | 1     | Gran Bretagna  |
| Campionato sudamericano 2010                   | 4-21 novembre 2010         | Ecuador     | 2     | Brasile        |
| Campionato sudamericano 2010                   | 4-21 novembre 2010         | Ecuador     | 2     | Colombia       |
| Campionato mondiale 2011                       | 26 giugno - 17 luglio 2011 | Germania    | 2     | Svezia         |
| Campionato mondiale 2011                       | 26 giugno - 17 luglio 2011 | Germania    | 2     | Francia        |
| Torneo pre-olimpico di qualificazione AFC      | 1º-11 settembre 2011       | Cina        | 2     | Giappone       |
| Torneo pre-olimpico di qualificazione AFC      | 1º-11 settembre 2011       | Cina        | 2     | Corea del Nord |
| Torneo pre-olimpico di qualificazione CAF      | 22 ottobre 2011            | vari luoghi | 2     | Camerun        |
| Torneo pre-olimpico di qualificazione CAF      | 22 ottobre 2011            | vari luoghi | 2     | Sudafrica      |
| Torneo pre-olimpico di qualificazione CONCACAF | 19-29 gennaio 2012         | Canada      | 2     | Stati Uniti    |
| Torneo pre-olimpico di qualificazione CONCACAF | 19-29 gennaio 2012         | Canada      | 2     | Canada         |
| Torneo pre-olimpico di qualificazione OFC      | 1º marzo - 4 aprile 2012   | vari luoghi | 1     | Nuova Zelanda  |
| Totale                                         |                            |             | 12    |                |

## Sorteggio dei gruppi
Il sorteggio per stabilire i gruppi della fase eliminatoria è avvenuto a Londra il 24 aprile 2012.
Nelle quattro urne erano contenute le squadre dello stesso continente: nella prima erano incluse le nazionali europee, nella seconda quelle africane (ad eccezione della Colombia), nella terza quelle asiatiche e oceaniane e, infine, nella quarta quelle americane. Gran Bretagna, Giappone e Stati Uniti sono state scelte come teste di serie e sono state inserite rispettivamente nei gruppi E, F e G.
La composizione delle urne è stata quindi quella qui di seguito riportata.
| Urna 1                            | Urna 2                     | Urna 3                                     | Urna 4                          |
| --------------------------------- | -------------------------- | ------------------------------------------ | ------------------------------- |
| Gran Bretagna (E1) Svezia Francia | Camerun Sudafrica Colombia | Giappone (F1) Corea del Nord Nuova Zelanda | Stati Uniti (G1) Canada Brasile |

Il sorteggio ha determinato i tre gruppi riportati qui di seguito.
| Girone E      | Girone F  | Girone G       |
| ------------- | --------- | -------------- |
| Gran Bretagna | Giappone  | Stati Uniti    |
| Nuova Zelanda | Canada    | Francia        |
| Camerun       | Svezia    | Colombia       |
| Brasile       | Sudafrica | Corea del Nord |

## Fase a gironi

### Girone E

#### Classifica finale
| Pos. | Squadra       | Pt | G | V | N | P | GF | GS | DR  |
| ---- | ------------- | -- | - | - | - | - | -- | -- | --- |
| 1.   | Gran Bretagna | 9  | 3 | 3 | 0 | 0 | 5  | 0  | +5  |
| 2.   | Brasile       | 6  | 3 | 2 | 0 | 1 | 6  | 1  | +5  |
| 3.   | Nuova Zelanda | 3  | 3 | 1 | 0 | 2 | 3  | 3  | 0   |
| 4.   | Camerun       | 0  | 3 | 0 | 0 | 3 | 1  | 11 | -10 |

#### Risultati
| Arbitro: | Seitz |

|              |           |  |
| Houghton 64’ | Marcatori |  |

| Arbitro: | Palmqvist |

|  |           |                                                             |
|  | Marcatori | 7’ Francielle 10’ Costa 73’ (rig.), 88’ Marta 78’ Cristiane |

| Arbitro: | Steinhaus |

|  |           |               |
|  | Marcatori | 86’ Cristiane |

| Arbitro: | Eun Ah Hong |

|                                      |           |  |
| Stoney 17’ J. Scott 22’ Houghton 81’ | Marcatori |  |

| Arbitro: | Pedersen |

|                                            |           |             |
| Smith 42’ Sonkeng 48’ (aut.) Gregorius 61’ | Marcatori | 74’ Ongéené |

| Arbitro: | Chenard |

|             |           |  |
| Houghton 1’ | Marcatori |  |

### Girone F

#### Classifica finale
| Pos. | Squadra   | Pt | G | V | N | P | GF | GS | DR |
| ---- | --------- | -- | - | - | - | - | -- | -- | -- |
| 1.   | Svezia    | 5  | 3 | 1 | 2 | 0 | 6  | 3  | +3 |
| 2.   | Giappone  | 5  | 3 | 1 | 2 | 0 | 2  | 1  | +1 |
| 3.   | Canada    | 4  | 3 | 1 | 1 | 1 | 6  | 4  | +2 |
| 4.   | Sudafrica | 1  | 3 | 0 | 1 | 2 | 1  | 7  | -6 |

#### Risultati
| Arbitro: | Heikkinen |

|                         |           |              |
| Kawasumi 32’ Miyama 43’ | Marcatori | 54’ Tancredi |

| Arbitro: | di Iorio |

|                                           |           |            |
| Fischer 7’ Dahlkvist 20’ Schelin 21’, 63’ | Marcatori | 60’ Modise |

| Coventry 28 luglio 2012, ore 12:00 UTC+1 | Giappone | 0 – 0 referto | Svezia | City of Coventry Stadium (14160 spett.)\| Arbitro: \| Alvarado \| |
| Arbitro:                                 | Alvarado |               |        |                                                                   |

| Arbitro: | Pedersen |

|                               |           |  |
| Tancredi 6’ Sinclair 58’, 86’ | Marcatori |  |

| Cardiff 31 luglio 2012, ore 14:30 UTC+1 | Giappone | 0 – 0 referto | Sudafrica | Millennium Stadium (24202 spett.)\| Arbitro: \| Mitsi \| |
| Arbitro:                                | Mitsi    |               |           |                                                          |

| Arbitro: | Eun Ah Hong |

|                   |           |                               |
| Tancredi 43’, 84’ | Marcatori | 14’ Hammarström 16’ Jakobsson |

### Girone G

#### Classifica finale
| Pos. | Squadra        | Pt | G | V | N | P | GF | GS | DR |
| ---- | -------------- | -- | - | - | - | - | -- | -- | -- |
| 1.   | Stati Uniti    | 9  | 3 | 3 | 0 | 0 | 8  | 2  | +6 |
| 2.   | Francia        | 6  | 3 | 2 | 0 | 1 | 8  | 4  | +4 |
| 3.   | Corea del Nord | 3  | 3 | 1 | 0 | 2 | 2  | 6  | -4 |
| 4.   | Colombia       | 0  | 3 | 0 | 0 | 3 | 0  | 6  | -6 |

#### Risultati
| Arbitro: | Yamagishi |

|                                       |           |                      |
| Wambach 18’ Morgan 31’, 65’ Lloyd 55’ | Marcatori | 11’ Thiney 13’ Delie |

| Arbitro: | Chenard |

|  |           |                       |
|  | Marcatori | 39’, 85’ Kim Song-hui |

| Arbitro: | Mitsi |

|                                   |           |  |
| Rapinoe 32’ Wambach 73’ Lloyd 76’ | Marcatori |  |

| Arbitro: | Neguel |

|                                                        |           |  |
| Georges 44’ Thomis 69’ Delie 70’ Renard 80’ Catala 86’ | Marcatori |  |

| Arbitro: | Palmqvist |

|             |           |  |
| Wambach 24’ | Marcatori |  |

| Arbitro: | Alvarado |

|           |           |  |
| Thomis 4’ | Marcatori |  |

### Classifica terze
| Squadra        | Pt | G | V | N | P | GF | GS | DR |
| -------------- | -- | - | - | - | - | -- | -- | -- |
| Canada         | 4  | 3 | 1 | 1 | 1 | 6  | 4  | +2 |
| Nuova Zelanda  | 3  | 3 | 1 | 0 | 2 | 3  | 3  | 0  |
| Corea del Nord | 3  | 3 | 1 | 0 | 2 | 2  | 6  | -4 |

## Fase a eliminazione diretta

### Tabellone
|  | Quarti di finale | Quarti di finale | Quarti di finale  |                   |             | Semifinali  | Semifinali | Semifinali |        |                 | Finale          | Finale          | Finale |  |
|  |                  |                  |                   |                   |             |             |            |            |        |                 |                 |                 |        |  |
|  | 1E               | Gran Bretagna    | 0                 |                   |             |             |            |            |        |                 |                 |                 |        |  |
|  | 1E               | Gran Bretagna    | 0                 |                   |             |             |            |            |        |                 |                 |                 |        |  |
|  | 3F               | Canada           | 2                 |                   |             |             |            |            |        |                 |                 |                 |        |  |
|  | 3F               | Canada           | 2                 |                   | Canada      | Canada      | 3          |            |        |                 |                 |                 |        |  |
|  |                  |                  |                   |                   | Canada      | Canada      | 3          |            |        |                 |                 |                 |        |  |
|  |                  |                  | Stati Uniti (dts) | Stati Uniti (dts) | 4           |             |            |            |        |                 |                 |                 |        |  |
|  | 1G               | Stati Uniti      | Stati Uniti (dts) | Stati Uniti (dts) | 4           | 2           |            |            |        |                 |                 |                 |        |  |
|  | 1G               | Stati Uniti      |                   |                   |             |             |            |            |        |                 |                 |                 |        |  |
|  | 3E               | Nuova Zelanda    | 0                 |                   |             |             |            |            |        |                 |                 |                 |        |  |
|  | 3E               | Nuova Zelanda    | 0                 |                   | Stati Uniti | Stati Uniti | 2          |            |        |                 |                 |                 |        |  |
|  |                  |                  |                   |                   |             |             |            |            |        |                 |                 |                 |        |  |
|  |                  |                  | Giappone          | Giappone          | 1           |             |            |            |        |                 |                 |                 |        |  |
|  | 1F               | Svezia           | Giappone          | Giappone          | 1           | 1           |            |            |        |                 |                 |                 |        |  |
|  | 1F               | Svezia           |                   |                   |             | 1           |            |            |        |                 |                 |                 |        |  |
|  | 2G               | Francia          | 2                 |                   |             |             |            |            |        |                 |                 |                 |        |  |
|  | 2G               | Francia          | 2                 |                   | Francia     | Francia     | 1          |            |        | Finale 3º posto | Finale 3º posto | Finale 3º posto |        |  |
|  |                  |                  |                   |                   | Francia     | Francia     | 1          |            |        |                 |                 |                 |        |  |
|  |                  |                  | Giappone          | Giappone          | 2           |             |            |            |        |                 |                 |                 |        |  |
|  | 2E               | Brasile          | Giappone          | Giappone          | 2           | 0           |            |            | Canada | Canada          | 1               |                 |        |  |
|  | 2E               | Brasile          |                   |                   |             |             |            |            | Canada | Canada          | 1               |                 |        |  |
|  | 2F               | Giappone         | 2                 |                   |             | Francia     | Francia    | 0          |        |                 |                 |                 |        |  |

### Quarti di finale
| Arbitro: | Kari Seitz |

|             |           |                        |
| Fischer 17’ | Marcatori | 28’ Georges 38’ Renard |

| Arbitro: | Salomé di Iorio |

|                        |           |  |
| Wambach 27’ Leroux 87’ | Marcatori |  |

| Arbitro: | Kirsi Heikkinen |

|  |           |                   |
|  | Marcatori | 27’ Ōgimi 73’ Ōno |

| Arbitro: | Sachiko Yamagishi |

|  |           |                          |
|  | Marcatori | 12’ Filigno 26’ Sinclair |

### Semifinali
| Arbitro: | Alvarado |

|               |           |                         |
| Le Sommer 76’ | Marcatori | 32’ Ōgimi 49’ Sakaguchi |

| Arbitro: | Pedersen |

|                        |           |                                                   |
| Sinclair 22’, 68’, 73’ | Marcatori | 54’, 70’ Rapinoe 80’ (rig.) Wambach 120+3’ Morgan |

### Finale 3º posto
| Arbitro: | Palmqvist |

|                |           |  |
| Matheson 90+2’ | Marcatori |  |

### Finale
| Arbitro: | Bibiana Steinhaus |

| |              | |
| Lloyd 7’, 53’ | Marcatori    | 62’ Ōgimi |
| · Solo · Rampone (c) · K. O’Hara · LePeilbet · 80’ Buehler · Boxx · Lloyd · 57’ Rapinoe · Heath · Morgan · 90’ Wambach | Formazioni   | · Fukumoto · Kinga · Iwashimizu · Kumagai · Sameshima 77’ · Sakaguchi 59’ · Miyama (c) · Kawasumi · Sawa · Ōno 86’ · Ōgimi |
| · 57’ Cheney · 80’ Sauerbrunn                                                                                          | Sostituzioni | · Tanaka 59’ · Iwabuchi 77’ · Maruyama 86’                                                                                 |
| Pia Sundhage | Allenatori   | Norio Sasaki |

## Classifica finale
| Pos | Squadre        |
| --- | -------------- |
|     | Stati Uniti    |
|     | Giappone       |
|     | Canada         |
| 4   | Francia        |
| 5   | Gran Bretagna  |
| 6   | Brasile        |
| 7   | Svezia         |
| 8   | Nuova Zelanda  |
| 9   | Corea del Nord |
| 10  | Sudafrica      |
| 11  | Colombia       |
| 12  | Camerun        |

## Podio
| 2º posto Giappone | Campione olimpico di calcio femminile Stati Uniti 4º titolo | 3º posto Canada |

## Statistiche

### Classifica marcatrici
6 reti
- Christine Sinclair

5 reti
- Abby Wambach

4 reti
- Melissa Tancredi

- Carli Lloyd

3 reti
- Steph Houghton
- Yūki Ōgimi

- Alex Morgan

- Megan Rapinoe

2 reti
- Cristiane
- Marta
- Marie-Laure Delie

- Laura Georges
- Wendie Renard
- Élodie Thomis

- Kim Song-hui
- Nilla Fischer
- Lotta Schelin

1 rete
- Francielle
- Renata Costa
- Gabrielle Onguéné
- Jonelle Filigno
- Diana Matheson
- Camille Catala
- Eugénie Le Sommer

- Gaëtane Thiney
- Jill Scott
- Casey Stoney
- Nahomi Kawasumi
- Aya Miyama
- Shinobu Ōno
- Mizuho Sakaguchi

- Sarah Gregorius
- Rebecca Smith
- Portia Modise
- Lisa Dahlkvist
- Marie Hammarström
- Sofia Jakobsson
- Sydney Leroux

Autoreti
- Ysis Sonkeng (1, pro Nuova Zelanda)